# Controllo dello Stato di approdo
Il controllo dello Stato di approdo (in inglese: Port State Control, in sigla PSC) è l'attività di ispezione svolta dalle autorità portuali sulla verifica di conformità delle navi mercantili e la loro rispondenza agli standard minimi di navigazione e sicurezza imposti dalle convenzioni internazionali dell'Organizzazione marittima internazionale (IMO) e dell'Organizzazione internazionale del lavoro (ILO).
Tali accordi sono stati recepiti nei paesi europei e del nord Atlantico col protocollo d'intesa sul controllo da parte dello Stato di approdo firmato a Parigi il 26 gennaio 1982 ("Paris Memorandum of Understanding on Port State Control" - Paris MoU), stipulato dalle autorità marittime di 27 Stati.
A livello comunitario europeo è stato formalmente istituito con la direttiva 2009/16/CE, in Italia poi convertita con il decreto legislativo n. 53 del 24 marzo 2011.
L'attività di ispezione è svolta da appositi reparti "Nuclei Port state Control", in Italia facenti parte della guardia costiera.
Tutte le navi battenti bandiera delle nazioni che hanno siglato l'accordo o che navigano nelle acque territoriali o sotto la giurisdizione degli stati aderenti, sono obbligate al rispetto di queste norme.
I controlli riguardano sia le caratteristiche strutturali delle navi sia il rispetto delle condizioni di lavoro, le condizioni di vita e il trattamento dell'equipaggio e degli imbarcati.
Tutti i paesi aderenti sono tenuti a svolgere l'attività ispettiva secondo una politica di ripartizione dell'impegno fra i vari Stati membri (Fair Share) le navi che non rispettano tali convenzioni sono soggette a provvedimenti che vanno dall’obbligo di rimediare alle carenze prima della partenza della nave o prima del successivo scalo o in un tempo stabilito dall’autorità, e nei casi più gravi fino al fermo e alla detenzione della nave, degli ufficiali e degli armatori e alla salvaguardia degli imbarcati operanti o viventi in condizioni sub-standard, cioè non conformi a quanto previsto dalle convenzioni.

Signatories to the Paris MOU (blue), Tokyo MOU (red), Indian Ocean MOU (green), Mediterranean MOU (dark green), Acuerdo de Viña del Mar (yellow), Caribbean MOU (olive), Abuja MOU (dark red), Black Sea MOU (cyan) and Riyadh MOU (navy).

### Riferimenti normativi
- D.M. (Trasporti) 305/2003
- D.Lgs. n.53/2011
- D.Lgs. n. 67/2015
- Direttiva 95/21/CE
- Direttiva 2001/106/CE
- Regolamento (CE) n. 725/2004
- Direttiva 2009/16/CE